# Salzwedel
Salzwedel (pronunciación en alemán: /ˈzalt͡sˌveːdl̩/ⓘ) es una ciudad en el Altmark al noroeste de Alemania en el estado federal de Sajonia-Anhalt. Salzwedel pertenece al distrito de Altmark-Salzwedel. En su historia fue miembro de la Liga Hanseática.

## Geografía
Salzwedel se encuentra situado en el transcurso del río Jeetze en la parte noroeste del Altmark. Se encuentra localizada la ciudad entre Hamburgo y Magdeburgo, las distancias de Uelzen son 44 km Oeste, 12 km Norte de Lüchow, 41 km al sur de Gardelegen y 24 km al este de Arendsee.

## Economía
En el año 1968 algunos de las pruebas mostraron grandes cantidades de gas natural cerca de la ciudad.

## Literatura
- Joachim Stephan: Die Vogtei Salzwedel. Land und Leute vom Landesausbau bis zur Zeit der Wirren, Berlin u.a. 2006, ISBN 3-631-54808-7